# Trychosis sulcata
Trychosis sulcata là một loài tò vò trong họ Ichneumonidae.